# جنگ مورفی
جنگ مورفی (انگلیسی: Murphy's War) فیلمی به کارگردانی پیتر ییتس است که در سال ۱۹۷۱ منتشر شد. از بازیگران آن می‌توان به پیتر اوتول و فیلیپ نوآره اشاره کرد.

## خلاصه فیلم
«مورفی» تنها بازمانده گروه خود است که در آخرین روزهای جنگ جهانی دوم توسط یک زیردریایی آلمانی قتل‌عام شدند. او به هر نحو ممکن خود را به ساحل رسانده و شروع به طرح نقشه انتقام می‌کند. او تلاش می‌کند با هر روش ممکن زیردریایی را غرق کند و…